# Шапоренко, Лидия Фёдоровна
Лидия Фёдоровна Шапоренко (17 сентября 1939, совхоз «Будённый» Николаевская область, Украинская ССР — 23 июня 1996, Первоуральск, Свердловская область, Россия) — советская и российская актриса театра и кино.

## Биография
Родилась 17 сентября 1939 года на Украине в совхозе «Будённый» Николаевской области. Окончила студию при Ставропольском театре. После окончания училища её пригласили в Москву и она играла в Московском драматическом театре им. Н. В. Гоголя около 10 лет. Отсутствие больших ролей в театре подтолкнуло актрису к возвращению её в Ставрополь.
Дебютировала в кино в 1959 году, когда сыграла небольшую роль в кинокомедии «Она вас любит!», а в 1960 — сыграла главную роль в фильме режиссёра Искры Бабич «Первое свидание». В 1961 году на экраны страны вышел фильм "Мир входящему",  где у  Шапоренко одна из главных ролей. В 1963 году главная роль в кинокартине "Хозяйка Медвежьей речки". Всего актриса снялась в шести кинолентах.
В начале 1970-х годов режиссёр Семён Моисеевич Рейнгольд пригласил её в Пензенский драматический театр имени А. В. Луначарского, где долгое время она была одной из самых популярных актрис. Однако злоупотребление алкоголем и нарушение дисциплины привели к её увольнению из театра в 1994 году.
После этого Лидия Шапоренко уехала в Первоуральск, где жила её дочь. Устроилась в городской театр, но успела сыграть лишь одну роль, так как у неё был диагностирован рак пищевода. 23 июня 1996 года на 57-м году жизни актриса скончалась.
Похоронена в городе Первоуральск.

## Творчество

### Работы в театре

#### Пензенский драматический театр
- «Веер леди Уиндермир»
- «Гусарская элегия»

#### Первоуральский театр
- «Разве можно не любить Памелу?»

### Фильмография
1. 1956 — Она вас любит! — студентка, подруга Оли (нет в титрах)
2. 1960 — Первое свидание — Валентина Калитина
3. 1961 — Мир входящему — Барбара, немка
4. 1962 — Одержимые — Саня
5. 1963 — Хозяйка Медвежьей речки — Светлана
6. 1966 — Товарищ песня (новелла 3, «Песня на рассвете») — Валентина